# Leàgore
Leàgore (en grec antic Ληαγόρη) Hipòtoe (en grec antic Ἱπποθόη) va ser, segons la mitologia grega, una de les cinquanta Nereides, filla de Nereu, un déu marí fill de Pontos, i de Doris, una nimfa filla d'Oceà i de Tetis.
Només la menciona Hesíode a la llista que dona a la seva obra quan parla del naixement de les nereides. El seu nom significa la nereida «que agrupa els bancs de peixos».